# Dżabal al-Uwajnat
Dżabal al-Uwajnat (1934 m n.p.m.; arab. جبل العوينات, dżabal al-ʿawaināt inne nazwy: Auenat, Ouenat, Ouinat, Owainat, Uwaynat, Uweinat, Uwenat, Uweynat itp.) – masyw górski w górach Dżilf al-Kabir na pograniczu Egiptu, Libii i Sudanu. Obszar ten słynie ze znajdujących się tu petroglifów.
W zachodniej części zbudowany jest z intruzji granitowych, ułożonych w pierścień o średnicy około 25 km, zakończony trzema dolinami (wadi) od zachodu: Karkur Hamid, Karkur Idriss i Karkur Ibrahim. Wschodnia część zbudowana jest z piaskowców, kończy się w Karkur Talh. W Karkur Murr znajduje się stale zamieszkana oaza (Guelta), Ain al-Brins (Bir Murr).

## Odkrywcy
- Książę Kamal ad-Din
- Ralph A. Bagnold
- Patrick Clayton
- Ladislaus Almásy
- H.W.G.J Penderel
- Leo Frobenius
- Hans Rhotert
- Książę Ferdinand Lichtenstein